# Burza magnetyczna

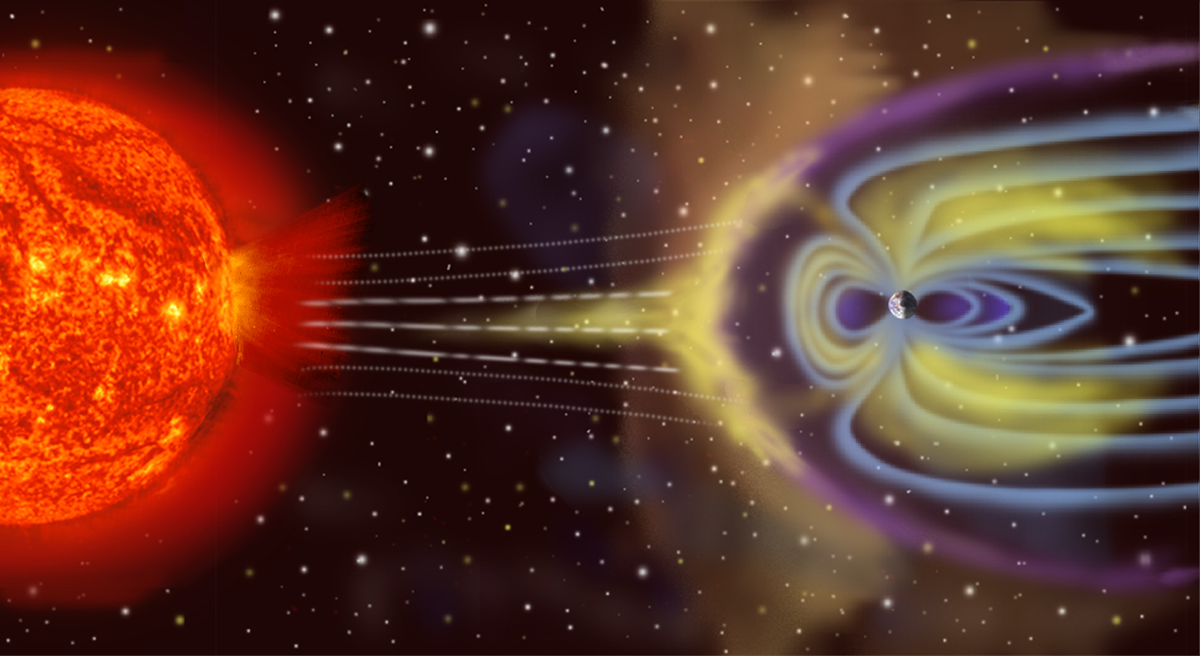
Oddziaływanie wiatru słonecznego na ziemskie pole magnetyczne

Burza magnetyczna (geomagnetyczna) – nagłe i intensywne zmiany pola magnetycznego Ziemi (magnetosfery). Zaburzenia te powodowane przez koronalne wyrzuty masy ze Słońca, powstające w czasie trwania rozbłysków, wywołują gwałtowne zmiany parametrów fizycznych wiatru słonecznego. Te z obłoków cząstek naładowanych, które przemieszczają się w kierunku Ziemi, docierają tam przeważnie po 20-70 godzinach i natrafiają na ziemską magnetosferę. Powodują także istotne zmiany w jonosferze w czasie burzy magnetycznej, która może trwać około dwóch dni. Rozróżnia się początkową fazę dodatnią i następującą potem bardziej długotrwałą ujemną.

## Największe odnotowane burze
Między 28 sierpnia a 2 września 1859 obserwowano na Słońcu liczne plamy, zaś 1 września - rozbłysk, który potem, jako pierwszą taką obserwację, opisano w czasopiśmie naukowym. Olbrzymi koronalny wyrzut masy (CME) skierowany w stronę Ziemi dotarł wtedy do naszej planety po zaledwie 18 godzinach, podczas gdy zwykle pojawia się w tej okolicy po 3 lub 4 dniach. 1 i 2 września zarejestrowano burzę magnetyczną, w czasie której zmiana składowej poziomej pola magnetycznego sięgnęła chwilowo 1600 nT (pomiary w obserwatorium Colaba w pobliżu Bombaju w Indiach); taki sam wynik uzyskano też rok przed początkiem ostatniej wojny w jednym z obserwatoriów europejskich.
Zmiany pola magnetycznego w czasie tej burzy indukowały napięcie elektryczne w liniach telegraficznych w Ameryce i Europie. Spowodowały one m.in. zapalenie się nasączonego substancją chemiczną papieru w telegrafie. Natomiast zorze polarne, zwykle widywane tylko w pobliżu biegunów, obserwowano wtedy daleko na południu (Hawaje, Meksyk, Kuba, Włochy).
Wydarzenie to przeszło do historii jako burza magnetyczna roku 1859, zaś na podstawie badań zmian obfitości związków chemicznych w rdzeniach lodowych wydobywanych w obszarach polarnych wiadomo także, że takie burze mogły zdarzać się również wcześniej.
Po 1859 roku podobne lub nieco mniej intensywne zaburzenia magnetyzmu zarejestrowano w latach 1921 i 1960. Zakłóciły one m.in. odbiór transmisji i audycji radiowych na całym świecie.
13 marca 1989 roku burza magnetyczna spowodowała wyłączenie sieci energetycznej w Quebec w Kanadzie w efekcie kaskadowego zadziałania zabezpieczeń. Awaria ta przez 9 godzin uniemożliwiała korzystanie z energii elektrycznej 6 milionom mieszkańców regionu i miała poważne skutki ekonomiczne. Burzy tej towarzyszyły zorze widoczne daleko na południu, na przykład w Teksasie. Koronalny wyrzut masy, będący przyczyną tych zaburzeń, zarejestrowano 9 marca 1989 roku.
W sierpniu 1989 roku inna burza zakłóciła działanie komputerów, powodując wstrzymanie handlu na giełdzie w Toronto.
W październiku 2003 roku miała miejsce tzw. Burza Halloween, która doprowadziła m.in. do zniszczeń transformatorów w Południowej Afryce oraz awarii sieci elektrycznej w Szwecji.
11 maja 2024 roku o godzinie 0:54 czasu polskiego została zaobserwowana przez NOAA burza o tej samej, najwyższej skali zagrożeń dla urządzeń elektrycznych (G5).

## Potencjalne zagrożenie
W raporcie National Research Council of the National Academies of Sciences (Amerykańska Akademia Nauk) naukowcy ostrzegają, iż podobna burza, jak ta z roku 1859, dzisiaj mogłaby spowodować globalną katastrofę. W marcu 1989 roku wytworzony w początkowej fazie burzy impuls w sieci energetycznej spowodował np. zniszczenie transformatora wysokiego napięcia i jak do tej pory było to jedno z dwóch takich zdarzeń.
Według analizy, którą przeprowadzono w 2008 roku, burza nieco większa od tej z maja 1921 roku zniszczyłaby w samych Stanach Zjednoczonych ok. 350 transformatorów i lokalnych stacji elektroenergetycznych, dostarczających energii dla 130 milionów osób, co jednak nie wydarzyło się w roku 1989. Zjawiska te miały podobne natężenie.
Sieci energetyczne w Europie są ze sobą mocno powiązane, a mimo to podobne awarie w tej części świata się nie zdarzają. Obawy przed przeciążeniem jakiegoś „oczka” sieci powodującego kolejne usterki są jednak wciąż duże. Koszty związane z brakiem reakcji operatorów systemu energetycznego mogłyby być ogromne, ponieważ jeden spalony transformator powoduje przerwę w funkcjonowaniu systemu, zaś czas produkcji nowego (na zamówienie) wynosi ok. 12 miesięcy. Pisanie w podobnym kontekście o burzy o tak dużym natężeniu, jak tej z 1859 roku, która mogłaby zniszczyć cały system energetyczny krajów uprzemysłowionych, jest kwestią kontrowersyjną, jakkolwiek funkcjonowanie systemu nie powinno być beztrosko pozostawiane działaniu promieni kosmicznych.
Obecnie istnieje globalny system wczesnego ostrzegania przed rozbłyskami słonecznymi (np. satelity SOHO, SDO, GOES). Przed skutkami tych emisji można sieci chronić głównie wyłączeniami oraz zmieniając napięcie przez podłączenie w miarę możliwości sfazowanej zawady w postaci kondensatora. Z systemu korzystają np. amerykańskie badania geologiczne i energetyka. Zupełnie inną kwestią jest sprawność działania służb miejskich w czasie zaciemnień i możliwość korzystania z własnych źródeł energii (takie generatory są w każdym warszawskim wysokościowcu), jak również sprawność administracji w dużych osiedlach, w których budynki nie mają własnych mini-elektrowni.